# Хуахін
Хуахін (тай. หัวหิน) — місто, що є адміністративним центром однойменного муніципального округу Таїланду в провінції Прачуапкхірікхан. Населення муніципального округу 84 883 особи, площа 911 км².

## Географія
Розташовується в північній частині півострова Малакка, розташований в 220 кілометрах на південь від Бангкока на західному узбережжі Сіамської затоки.

### Клімат
Місто знаходиться у зоні, котра характеризується кліматом тропічних саван. Найтепліший місяць — травень із середньою температурою 28.9 °C (84 °F). Найхолодніший місяць — січень, із середньою температурою 25 °С (77 °F).
| Клімат Хуахіна          | Клімат Хуахіна | Клімат Хуахіна | Клімат Хуахіна | Клімат Хуахіна | Клімат Хуахіна | Клімат Хуахіна | Клімат Хуахіна | Клімат Хуахіна | Клімат Хуахіна | Клімат Хуахіна | Клімат Хуахіна | Клімат Хуахіна | Клімат Хуахіна |
| Показник                | Січ.           | Лют.           | Бер.           | Квіт.          | Трав.          | Черв.          | Лип.           | Серп.          | Вер.           | Жовт.          | Лист.          | Груд.          | Рік            |
| Абсолютний максимум, °C | 35             | 35             | 36             | 38             | 37             | 37             | 37             | 37             | 37             | 35             | 34             | 33             | 38             |
| Середній максимум, °C   | 29             | 30             | 32             | 32             | 32             | 32             | 32             | 32             | 31             | 30             | 30             | 28             | 31             |
| Середня температура, °C | 24             | 25             | 27             | 28             | 28             | 28             | 28             | 28             | 27             | 26             | 26             | 24             | 27             |
| Середній мінімум, °C    | 20             | 21             | 23             | 24             | 25             | 25             | 24             | 24             | 23             | 23             | 22             | 21             | 23             |
| Абсолютний мінімум, °C  | 12             | 15             | 18             | 20             | 20             | 21             | 22             | 21             | 21             | 20             | 16             | 13             | 12             |
| Норма опадів, мм        | 10             | 20             | 20             | 60             | 100            | 70             | 70             | 80             | 130            | 260            | 130            | 10             | 1020           |
| Днів з опадами          | 1              | 1              | 3              | 3              | 9              | 10             | 12             | 12             | 13             | 14             | 4              | 1              | 83             |
| Днів з дощем            | 1              | 1              | 2              | 4              | 5              | 7              | 7              | 7              | 8              | 13             | 8              | 0              | 69             |
| Вологість повітря, %    | 69             | 74             | 73             | 72             | 75             | 73             | 74             | 76             | 79             | 81             | 77             | 72             | 75             |
| ----------------------- | -------------- | -------------- | -------------- | -------------- | -------------- | -------------- | -------------- | -------------- | -------------- | -------------- | -------------- | -------------- | -------------- |
| Джерело: Weatherbase    |                |                |                |                |                |                |                |                |                |                |                |                |                |

## Історія
Хуахін є одним з найстаріших курортів Таїланду, так як ще в 1920-х роках король Сіаму Рама VI вибрав його для своєї літньої резиденції і побудував тут королівський літній палац Mrigadayavan Palace. Пізніше був побудований головний королівський палац Хуахін Klai Kangwon Palace («Далеко від турбот»). У зв'язку з наявністю в місті королівської резиденції, в Хуахіні постійно підтримується порядок і забезпечується безпека, місто має низький рівень злочинності.
Хуахін перекладається як «кам'яна голова», назва пов'язана з тим, що в деяких місцях на міському узбережжі з води стирчать камені, здалеку схожі на кам'яні голови.

## Транспорт
Через Хуахін проходить магістральна автомобільна дорога та залізнична гілка Бангкок — Сінгапур. Є автовокзал, з якого здійснюється автобусне сполучення з сусідніми містами і Бангкоком. На автовокзалі Хуахін роблять зупинку автобуси транстаіландского маршруту Пхукет — Накхонратчасіма — Убонратчатхані. Є невеликий аеропорт, через який здійснюються місцеві авіарейси.

## Пам'ятки і туризм
- Королівський зал очікування — окремий павільйон на вокзалі Хуахін, в якому члени королівської сім'ї очікували прибуття поїзда.
- Mrigadayavan Palace — річний королівський палац в Sirindhorn International Environmental Park. Палац відкритий для публіки.
- Khao Luang Cave — печерний храм, розташований в містечку Phetchaburi, який знаменитий гігантською фігурою лежачого Будди.
- Wat Huay Mongkol — храмовий комплекс з гігантською статуєю праведного буддійського ченця Luang Pu Thuat.
- Khao Takiab — гора на південній околиці Хуахін з 20-метровою статуєю Будди і декількома храмами.
- Hua Hin Floating Market і Sam Phan Nam Floating Market — розважальні плавучі ринки.
- Cicada Market — вернісаж Хуахін, на якому можна купити безліч саморобних сувенірів.
- Hua Hin Hills Vineyard — виноградники і виноробня Хуахін, крім красивих видів, можна покататися по ним на слонах, а також продегустувати місцеве вино.
- Wat Na Yang (Великий Вухань) — храм з гігантською фігурою ченця в селі Na Yang в 10 кілометрах на північ від Ча-Ама.
- Гора з мільйоном кажанів — Щовечора близько 18.30 з печери в горі біля села Na Yang вилітає хмара кажанів. Виліт триває більше 10 хвилин.
- Водоспад Pa La U — розташований в щільному тропічному лісі на території національного парку Kaeng Krachan.
- Коричневий монах в храмі Wat Tanjetyod — Гігантська статуя шанованого ченця Somdet Phra Puttajarn (Toh Phromrangsri) встановлена в 2007 році в Храмі Тан Йет Йод (Wat Tan Jet Yot).
- Печерний храм Wat Cha Am — храм знаходиться в печері на вершині невеликого пагорба.
- Wat Ta Nod Luang — красивий храм у вигляді корабля, розташований недалеко від рибальського села Bang Kao.
- Національний парк Khao Sam Roi Yot і печера Phraya Nakorn — перший в Таїланді морський національний парк, розташований в 50 кілометрах на південь від Хуахін. У парку знаходиться гігантська печера, розташована високо на пагорбі. Висота склепіння печери близько 130 метрів, ширина головного залу — кілька сот метрів.
- Пляж Кхао Калок — скеля, що височіє над пляжем. Одне з найкрасивіших місць в околицях Хуахін.
- Холм Khao Tao — тут розташовані два чистих ізольованих пляжу: Sai Noi і Sai Yai.